# 李英維
李英維（英語：Sylviye-Lei Ieng Wai，1986年10月18日—），澳門職業藝術家，作品嘗試以油畫媒介模仿都市的霓虹燈那份人造光的機械冰冷，探討城市變化以及都市人的生活。1986年出生於葡屬澳門，畢業於廣州美術學院油畫系獲學士學位及碩士學位，現任澳門全藝社副會長，Art House畫室負責人。

## 生平
2008年畢業於廣州美術學院油畫系學士學位，2012年再取得碩士學位，曾獲東方基金會大獎並入選中國全國美術作品展、全澳書畫聯展等。
作品曾展於美國、澳大利亞、葡萄牙、英國、新加坡、馬來西亞、香港、澳門、台灣、中國大陸等地近百次展覽及藝術博覽會，包括「Sylviye Lei - Dimensional Sequence - Painting Exhibition」（葡萄牙Arte Periférica畫廊）；「Soft Collision 軟碰撞」（香港Contemporary by Angela Li ）；「敘事曲──動漫美學當代藝術展」（澳門藝術博物館）；「竊入 – 李英維作品展」（台灣彩色森林藝術空間）；「空－李英維作品展」（全藝社澳門） ；「新加坡藝術博覽會」（新加坡）；「馬來西亞藝術博覽會」（馬來西亞吉隆玻外貿大廈會展中心）；「墨爾本藝術博覽會 」（澳大利亞）；「狂熱—澳門當代藝術作品展」葡萄牙東方博物館；「 巴黎藝術芬芳」（法國Gavart Gallerie）。
作品收藏於澳大利亞、澳門、台灣、香港、中國等地。

## 作品集
- 《空－李英維》個人畫集（2011）